# Кубинська революція
Кубинська революція — озброєне повстання опозиційного руху на чолі з Фіделем Кастро, яке почалося 26 липня 1953 року зі штурму казарм Монкада і призвело до повалення диктаторського режиму президента Фульхенсіо Батисти на Кубі (1952–1958 роки) 1 січня 1959 року.
Кубинська революція — це також здійснення соціально-економічних програм нового революційного уряду, який очолив Фідель Кастро. 1 травня 1961 року Фідель Кастро проголосив кубинську революцію соціалістичною.

## Причини революції
До революції 1959 року Куба була країною, що цілковито залежала від американських інвестицій. Основу її економіки становило виробництво сільськогосподарських продуктів. Виробництво цукру давало близько третини національного доходу і становило 80 % кубинського експорту. Під цукровою тростиною було зайнято більше половини всієї оброблюваної площі. Друге місце в економіці належало виробництву тютюну. Для кубинської економіки було характерне монокультурне виробництво і протягом багатьох років майже повна залежність від ринку США. До революції більше 60 % кубинського експорту припадало на Сполучені Штати. Монополії США контролювали більше половини цукрової промисловості, понад 90 % електроенергетики, нафтопереробної і добувної промисловості, зв'язок, туристичний бізнес. Куба фактично була сировинним придатком США. Тільки за десять післявоєнних років Куба втратила близько 1 млрд доларів. На території острова перебувала військово-морська база США. Хоча при режимі Батисти економічне становище Куби було краще, ніж в інших країнах цього регіону, основна маса населення жила в умовах повної убогості. Сам режим був надзвичайно жорстокий, він повністю пригнічував демократичні свободи, в країні була скасована конституція 1940 року, заборонено багато політичних партій. Репресії виражалися в арештах неугодних, тортурах ув'язнених, викраденнях, замовних вбивствах, які забрали тисячі життів.
За таких умов ініціативу відкритого виступу проти диктатури взяла на себе група молодих революціонерів на чолі з Фіделем Кастро. Ще в студентські роки Фідель долучився до революційного руху в рядах лівого, молодіжного крила партії «Ортодоксів» (Партія кубинського народу). Після березневого перевороту 1952 року він став шукати шляхів боротьби з диктатурою. Переконавшись у неможливості легальних дій і розчарувавшись у політичних партіях, він і його друзі створили самостійну підпільну організацію, метою якої стала підготовка збройного повстання.

## Штурм казарм Монкада
На світанку 26 липня 1953 року 165 осіб на чолі з Фіделем Кастро атакували військову казарму Монкада і деякі інші об'єкти в Сантьяго — центрі провінції Орьєнте. Вони мали намір, заставши зненацька сплячий гарнізон, заволодіти казармою і складом зброї, озброїти і підняти на повстання проти диктатури населення міста. У разі невдачі передбачалося піти в гори і почати партизанську війну. Раптово захопити казарму не вдалося. Напад було відбито. Частина революціонерів загинула, багато кого було заарештовано. Усього в бою біля фортеці Монкада загинуло 6 людей, ще 55 були вбиті в наступні дні. По країні пройшли арешти. Фідель Кастро і його товариші були засуджені на тривалі терміни ув'язнення. Фідель Кастро був засуджений до 15 років, покарання він відбував у в'язниці «Президио модело» (з ісп.- зразкова в'язниця) на острові Пінос.
На суді 16 жовтня 1953 року Фідель Кастро виголосив промову.

Прапор «Руху 26 липня»

В промові він звинуватив диктатуру в злочинах проти народу і розкрив програмні цілі учасників виступу: повалення диктатури і відновлення демократичних свобод, ліквідація залежності від іноземного капіталу та затвердження суверенітету Куби, знищення латифундизму і передача землі сільським трудівникам, забезпечення промислового розвитку та викорінення безробіття, підняття життєвого рівня та здійснення широких соціальних прав трудящих, в тому числі на працю, житло, освіту та охорону здоров'я.
|  | Земля, індустріалізація, житло, безробіття, освіта та охорона здоров'я - ось ті шість проблем, шість конкретних пунктів, на вирішення яких були б спрямовані наші наполегливі зусилля поряд із завоюванням громадських свобод та політичної демократії. |

Промову Фідель Кастро закінчив словами:
|  | Ви можете мене засудити, але історія мене виправдає. |

Промова отримала популярність як «Програма Монкади» і стала програмною основою революційної організації «Рух 26 липня», створеної Ф. Кастро і його прихильниками в 1955 році.
Кампанія солідарності з героями «Монкади» спонукала Батисту в травні 1955 року звільнити Ф. Кастро і його друзів. Фідель поїхав до Мексики, де приступив до підготовки збройної експедиції на Кубу. У Мексиці до нього приєднався аргентинський революціонер Ернесто Че Гевара (1928—1967), який став видатним діячем Кубинської революції. Нелегальні організації «Руху 26 липня» створювалися також і на Кубі.

## Революційні події 1956— 1958 років
Загін Фіделя Кастро у складі 82 чоловік в ніч на 25 листопада 1956 року відплив з Мексики на яхті «Гранма» (призначена лише для 9 чоловік). 30 листопада, в день, призначений для висадки експедиції, керівник «Руху 26 липня» в провінції Орьєнте 22-річний Франк Паїс підняв повстання в Сантьяго.
Але «Гранма» того дня не встигла досягти берегів Орьєнте. Лише вранці 2 грудня 1956 загін Ф. Кастро висадився на узбережжі Орьєнте, коли повстання вже було придушене і військові підрозділи були зосереджені в районі висадки. Три дні загін пробирався крізь заболочені хащі. 5 грудня загін вийшов на відкрите місце, де був оточений і атакований урядовими частинами. Учасники десанту були розбиті і розсіяні. Наприкінці грудня до умовного місця — занедбаної в горах Сьєрра-Маестра садиби Кресенсіо Переса, одного з організаторів «Руху 26 липня» в цьому районі, — дісталися лише 22 революціонери, що мали лише два автомати. Вони і розпочали партизанську боротьбу. Серед них були: Фідель Кастро, Рауль Кастро, Ернесто Че Гевара, Каміло Сьєнфуегос, Раміро Вальдес, Хуан Альмейда Боске — ті, хто згодом очолить на Кубі революційні перетворення.
Загін Ф. Кастро здійснював успішні напади на підрозділи урядових військ і отримував всі зростаючу допомогу населення. Ряди його збільшувалися. Партизанська збройна боротьба в горах і сільській місцевості поєднувалася із страйковим рухом у містах.
У 1955–1956 роках на основі студентського руху в Гаванському університеті був створений Революційний директорат — організація, близька за програмою і методам дії «Руху 26 липня».
13 березня 1957 в Гавані під керівництвом «Революційного директорату» була зроблена героїчна спроба захопити президентський палац і фізично знищити Батісту. Близько 50 членів директорату, в основному студенти, увірвалися в палац і вступили в бій з численною охороною і військами, що підійшли на допомогу охороні. Учасники нападу виявили неабияку мужність, прориваючись до верхніх поверхах будівлі, вони навіть захопили особистий кабінет Батісти, але після того, як половина учасників загинула і з'ясувалося, що сам диктатор зник у наглухо відрізаному від нижніх поверхів приміщенні, куди потрапити можна було лише спеціальним ліфтом, заблокованим охороною, залишкам атакуючих довелося відступити. У наступних облавах багато учасників були схоплені і вбиті.
У ці ж години інша група «Революційного директорату» під керівництвом його генерального секретаря Хосе Антоніо Ечеверрії захопила радіостанцію і встигла передати заклик до повстання, однак і вона майже вся загинула в бою з поліцією. Пав смертю героя і Хосе Антоніо Ечеверрія, який підписав в Мексиці з Фіделем пакт про єдність дій з «Рухом 26 липня». Ті, хто вцілив після розправ, відродили організацію під назвою «Революційний директорат 13 березня». Очолив її Фауре Чомон.
Через два дні після трагічних подій в Гавані, 15 березня, в Сьєрра-Маестра прибуло велике поповнення. З Сантьяго-де-Куба підійшов загін молоді у складі 50 осіб, підібраний, підготовлений і екіпірований підпільниками на чолі з Франком Паїсій.
Революційний рух ширився. Після вбивства 30 липня 1957 поліцією в Сантьяго Франка Паїса, який очолював революційне підпілля в місті і багато зробив для підтримки повстанців у перші, найважчі для них місяці, в Сантьяго стихійно відбувся страйк проти репресій диктатури, що поширився і на інші міста. Страйк було придушено, але він показав хиткість позицій режиму Батисти. 5 вересня 1957 року повстав гарнізон військово-морської бази в Сьенфуегос. Революційні моряки захопили місто, озброїли населення і кілька годин разом з жителями оборонялися проти стягнутих до міста переважаючих урядових сил.
У день святкування четвертої річниці штурму Монкади, 26 липня 1957 року, наказом Фіделя була сформована нова колона, що отримала найменування «Колона № 2», якій було доручено самостійно вести бойові дії в районі на схід від піку Туркино. Командиром колони був призначений Ернесто Че Гевара, якому першому з партизанських ватажків було присвоєно найвище військове звання «команданте».
У лютому 1958 року Ф. Кастро посилає партизанську колону на чолі з Раулем Кастро на схід від Сантьяго, де виник «Другий фронт імені Франка Паїса» з великої звільненою зоною. В інших районах провінції Ор'єнте незабаром були створені ще два фронти. У центрі острова, у горах Ескамбрай (провінція Лас-Вільяс), почали діяти повстанці «Революційного директорату 13 березня».
Народно-соціалістична партія, солідаризуючись із цілями Ф. Кастро, довгий час засуджувала його методи боротьби. Але хід подій спонукав комуністів на початку 1958 року визнати Повстанську армію на чолі з Фіделем Кастро головною силою революції і закликала всіх комуністів включитися в боротьбу під його керівництвом. У провінції Лас-Вільяс став діяти партизанський загін, організований комуністами.
У травні-липні 1958 року 300 бійців Ф. Кастро в Сьєрра-Маестра розгромили генеральний наступ батістовських військ, які багаторазово переважали їх за чисельністю та озброєнням і завдали втрат у 1 тисячу солдат. Успіхи Повстанської армії змусили діячів демократичної опозиції визнати її реальною силою і в липні 1958 року укласти угоду з Ф. Кастро про підтримку його боротьби. Вони сподівалися підпорядкувати повстанський рух своєму політичному керівництву і з його допомогою прийти до влади. Для Ф. Кастро ж ця угода повинна було ізолювати диктатуру. 18 серпня Фідель Кастро підписав наказ по армії, яким створювалася спеціальна колона вторгнення на чолі з команданте Каміло Сьєнфуегос. Колоні доручалося перетнути всю територію країни, слідуючи вздовж її північного узбережжя, досягти крайньої західної провінції Пінар-дель-Ріо і розгорнути там революційну війну. Колоні було присвоєно ім'я національного героя Антоніо Масео, який під час визвольної війни наприкінці XIX століття зробив схожий похід по всьому острову, під час якого загинув у бою неподалік від Гавани.
21 серпня був відданий аналогічний наказ про створення іншої колони вторгнення, яка під керівництвом Че повинна була пройти південним узбережжям країни в провінцію Лас-Вільяс і відкрити там новий постійний фронт боротьби з базуванням у гірському масиві Ескамбрай. Обидві колони — Че Гевари і Каміло Сьєнфуегоса — загальною чисельністю близько 200 осіб, долаючи величезні труднощі, пов'язані з необхідністю робити важкі марші по заболоченим малодоступним місцям, щоб уникнути непотрібних зіткнень з урядовими військами, поступово просувалися вперед. Більше місяця вони затратили на перехід із Сьєрра-Маестра до провінції Лас-Вільяс, де вони з'єдналися в жовтні з місцевими повстанськими силами і стали готувати операцію по розтину острова навпіл.
Минуло трохи більше тижня, і 30 серпня новим наказом Хуан Альмейда Боске отримав завдання щільно блокувати з суші Сантьяго, столицю провінції Ор'єнте і друге за величиною місто країни. У той же день в одному з листів Фідель Кастро зробив запис:
|  | Саме зараз революція розвивається самим прекрасним чином. |

У листопаді повстанська армія в Ор'єнте спустилася з гір і почала загальний наступ, в ході якого всі 4 фронту повстанців на сході острова об'єдналися. Деморалізована батістовская армія розвалювалася. Всюди населення з ентузіазмом приєднувалося до повстанців. До кінця грудня майже вся провінція Ор'єнте опинилася в руках Повстанської армії, яка блокувала в Сантьяго п'ятитисячний гарнізон урядових військ. Че Гевара почав штурм Санта-Клари — центру провінції Лас-Вільяс.

### Радянські війська на Кубі
В Севастополі військових перевдягнули в цивільну форму (сорочки з коротким рукавом в клітинку і штани), потім вони піднялись на корабель «Адмірал Нахімов». Солдати не знали куди їх везуть. Коли корабель вийшов із Середземного моря в Атлантичний океан, тоді їм оголосили, що курс на острів Куба. Дорога зайняла 22 дні, без зупинок. В Атлантичному океані їх засік і почав облітати американський літак. Прибули в Карибське море, причалили в Гавані. О 3 годині ночі з корабля солдати пересіли в автомобілі й поїхали в район міста Бігукаль, там їм видали зброю та боєприпаси, розселили у намети.
Німецька розвідка по недопалках виявила, що особи, які видають себе за працівників сільського господарства, насправді військові. Про це довідались і американці. Ними радянські військові були заблоковані у місці своєї дислокації та обстріляні. Був відданий наказ чинити опір. Після падіння режиму Батисти вони залишились на острові.

## Перемога революції

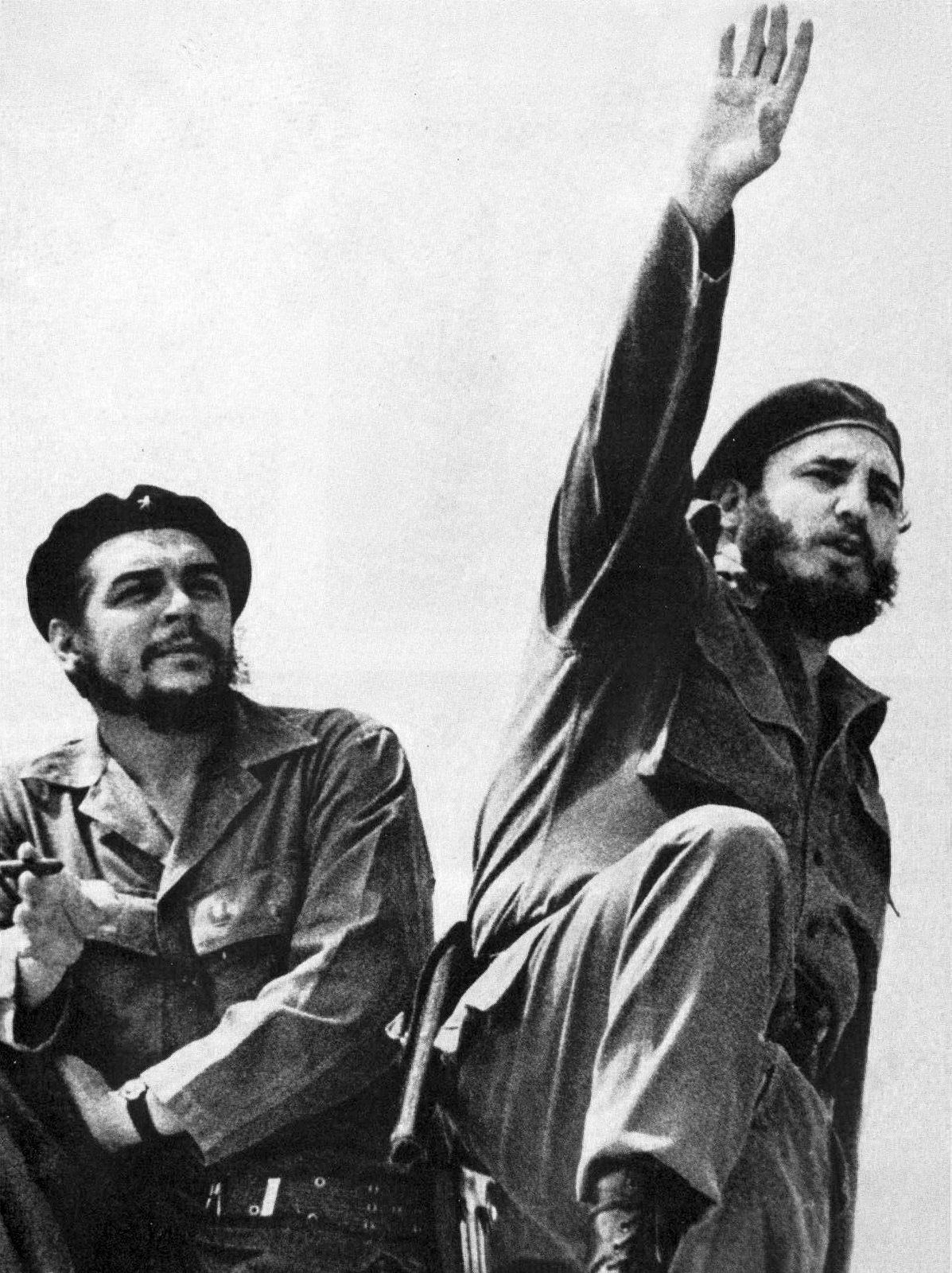
Фідель Кастро і Че Гевара. Гавана, січень 1959 року

У ніч на 1 січня 1959 Батиста втік з Куби. У Гавані була сформована військова хунта, але спроба правих сил перехопити ініціативу не вдалася. 1 січня капітулював гарнізон Сантьяго і повстанці зайняли місто. У той же день впала Санта-Клара. На заклик Ф. Кастро в Гавані 1 січня 1959 року розпочався загальний політичний страйк, народ заповнив вулиці. Хунта не протрималася і однієї доби. Протягом 1 і 2 січня 1959 року вся країна опинилася під контролем Повстанської армії і повсталого народу. Увечері 2 січня передові частини Повстанської армії на чолі з Геварою досягли Гавани.
Хоча Сьєнфуегос Каміло з 500 повстанцями вступив у військовий табір «Колумбія», але там же залишався і її колишній гарнізон чисельністю в 5 тисяч солдатів і офіцерів, а Че Гевара зайняв тільки фортецю «Ля Кабанья», яка захищала вхід до столичної гавані. 3 січня 1959 Фідель став готуватися до походу на столицю. Місто Сантьяго було оголошено тимчасовою столицею Куби.
У провінції Орьєнте Фідель залишив старшим політичним і військовим начальником Рауля Кастро, а сам зібрав тих офіцерів армії Батисти, хто здався повстанцям і закликав їх долучитися до повсталого народу. На ранок була сформована військова колона у складі 1 тисячі «бороданів» (революціонерів) і 2 тисяч солдатів колишньої урядової армії, з артилерію і танками. Колона рухалася уздовж всього острова Куба по центральному шосе з Сантьяго до Гавани.
Похід через всю країну мав на меті затвердити революцію на місцях, створити нову владу, узаконити її. Фідель з цієї поїздки почав гігантську роботу по роз'ясненню цілей і завдань революції, бо кубинський народ багато років зазнавав цілеспрямованої антикомуністичної ідеологічної обробки. На цю роботу у нього піде кілька років.
Найхарактернішим моментом у ті дні була поява великої кількості угруповань та організацій, що претендували на свої особливі заслуги у справі повалення диктатури і вимагали своєї частки постів у владі. Відбувалися самовільні захоплення готелів, друкарень, радіостанцій, приміщень профспілкових організацій. Кожен намагався заручитися базою для подальшої торгівлі з урядом. Та й сам склад першого уряду, призначений у перші дні перемоги, заохочував такі дії. Очолив кабінет міністрів Міро Кардона, який до цього був деканом асоціації адвокатів Куби. Він був широко відомий як представник великих капіталістичних інтересів. Фідель Кастро, який офіційно обіймав посаду генерального представника президента у збройних силах країни, розумів, що головним гарантом революції є Повстанська армія. У кого під контролем будуть перебувати озброєні сили, той і буде реальним господарем становища. Тому Рауль Кастро як і раніше залишався повноважним представником революції у провінції Орьєнте, Сьєнфуегос Каміло був призначений військовим міністром, Гільєрмо Гарсія став командувачем гарнізоном великого військового табору «Манагуа», розташованого в передмісті Гавани.
4 січня 1959 року, виступаючи в місті Камагуей, Фідель Кастро закликав кубинський народ припинити загальний страйк, бо революція одержала перемогу. У дорозі було оголошено про скасування цензури. Усюди, куди приходила повстанська колона, відразу починав проводитися в життя закон про землю, прийнятий ще у 1958 році, приступали до роботи нові місцеві органи влади, які формувалися в основному з представників підпілля «Руху 26 липня».
8 січня 1959 року в Гавану вступили головні сили Повстанської армії на чолі з Фіделем Кастро. Населення Гавани висипало на вулиці, щоб зустріти колону легендарних «бороданів» на чолі з Фіделем Кастро. Увечері відбувся мітинг, на якому виступив Фідель Кастро:
|  | Головна проблема революції в нинішніх умовах - це праця! |

|  | Революція відбувається не за один день, а закріплюється подальшим розвитком. Ми зробимо це! |

## Революційні перетворення

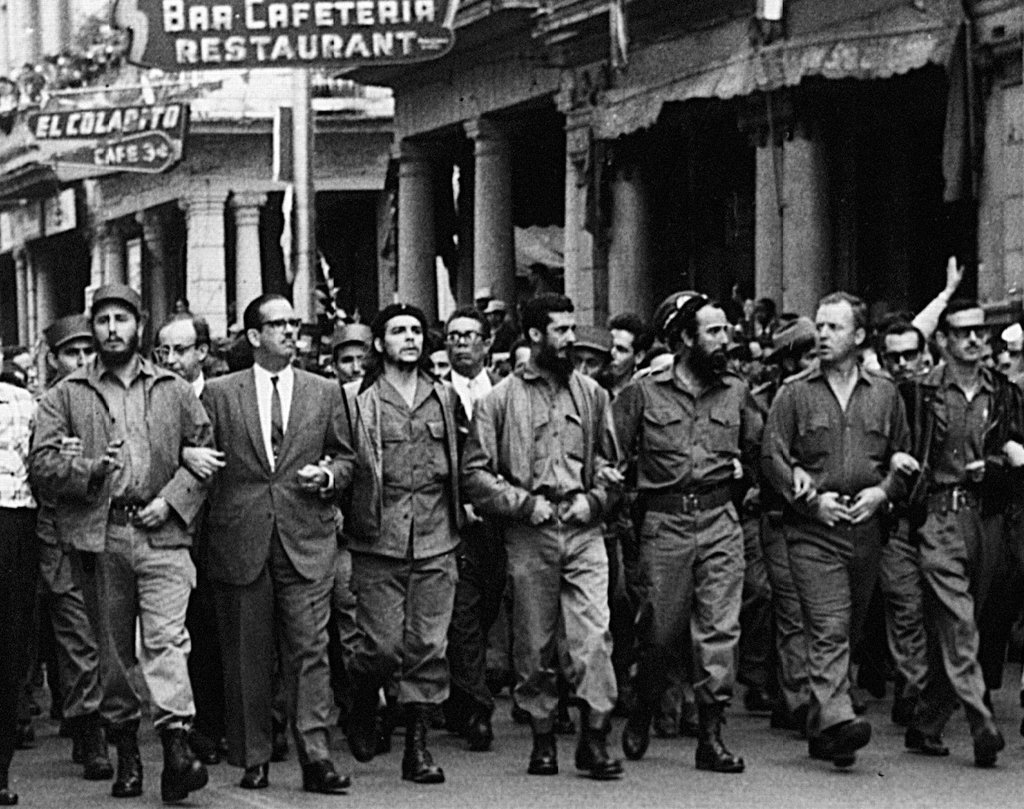
Гавана, 5 березня 1960 рік, марш пам'яті за загиблими під час вибуху корабля «Le Coubre». Фідель Кастро, Освальдо Дортікос Торрадо, Че Гевара, Каміло Сьєнфуегос

У лютому 1959 року було створено революційний уряд на чолі з Ф. Кастро. У липні 1959 року президентом країни став Освальдо Дортікос Торрадо.
Уряд приступив до здійснення соціально-економічних реформ. Була організована народна міліція, перебудована судова система. Уже на початку 1959 року була підвищена заробітна плата, знижено плату за житло, електрику, газ, медичне обслуговування. Проведена реформа шкільної освіти. 17 травня 1959 був прийнятий закон про аграрну реформу, за якою було ліквідовано велике поміщицьке землеволодіння, почав створюватися державний і кооперативний сектор у сільському господарстві. 6 серпня 1960 року революційний уряд ухвалив рішення про націоналізацію електричних, телефонних компаній, трьох нафтопереробних заводів і 21 цукрового заводу, що належали американським монополіям. 17 вересня було ухвалено рішення про націоналізацію трьох філій американських банків. 13 жовтня був виданий наказ про націоналізацію кубинських банків, а також 382 промислових підприємств. 14 жовтня — закон про міську реформу, згідно з яким житловий фонд перейшов у руки трудящих. Наприкінці року була націоналізована власність кубинської буржуазії.
Революція розвивалася в напруженій політичній обстановці. Загострювалися відносини з США. Починалася політика блокади. Існувала внутрішня опозиція, до складу якої входили кубинці, що билися разом із Кастро проти уряду Батисти, але не бажали встановлення комуністичного режиму на Кубі. З січня по жовтень 1959 року в революційному таборі існували дві фракції. Одна вважала за необхідне якомога раніше відновити демократію. Погоджуючись з необхідністю перерозподілу землі, націоналізації комунальних служб і зменшення іноземного впливу в економіці і політиці, ця фракція була проти революційної диктатури, проти співпраці з комуністами і приєднання до радянського блоку. Інша фракція, на чолі якої стояв Рауль Кастро та Ернесто Гевара, виступала за революційну диктатуру, за союз із кубинською компартією, за аграрну реформу за зразком радянської і союз з соціалістичним табором. 20 жовтня 1959 року був готовий спалахнути заколот, підготовлений Убером Матосом, який займав пост командувача військами у провінції Камагуей. Він планував почати заколот з провінції Камагуей. Початком заколоту повинна була стати колективна відставка всіх посадових осіб провінції, які нібито відмовлялися від співпраці з прокомуністичним урядом. Потім ця кампанія громадянської непокори поширилася б на інші провінції. У. Матоса та його прихильників було заарештовано. Відчайдушні, але безуспішні повстання проти революційного уряду, відомі як війна проти бандитів, тривали приблизно до 1965 року.
Стрімке наростання конфронтації США з Кубою, перехід кубинських заможних класів і помірно-демократичних і ліберальних течій на антиреволюційні позиції, штовхало революційне керівництво набагато далі початкових намірів. Кубинська революція в 1960 році стала переростати в антикапіталістичну. Революційна влада все більше визначалася як «диктатура трудящих». У кінці жовтня Фідель Кастро ухвалив рішення на користь групи Рауля Кастро — Гевари.
На мільйонному мітингу в Гавані — «Народної асамблеї» — 2 вересня 1960 року була проголошена «Гаванська декларація», в якій від імені кубинського народу проголошувалася резолюція йти далі шляхом революції, до ліквідації експлуатації людини людиною і встановлення соціальної справедливості. США зважилися зробити збройну інтервенцію на острів за участю кубинських емігрантів, екіпірованих і підготовлених у спеціальних таборах в США, Нікарагуа і Гватемалі. 2 січня 1961 року США розірвали дипломатичні відносини з Кубою. 15 квітня американські літаки бомбили острів. На похороні жертв бомбардування 16 квітня 1961 Фідель Кастро сказав:
|  | Товариші робітники і селяни! Наша революція є соціалістичною і демократичною, революцією бідняків, яка робиться силами бідняків і в інтересах бідняків. І за цю революцію ... ми готові віддати своє життя. |

Так вперше відкрито було декларовано соціалістичний характер Кубинської революції і з тих пір це стверджувалося офіційно.

## Цікаві факти
До весни 1957 всі бійці і командири Повстанської армії відростили бороди або довге волосся. «Бородаті» (ісп. — «барбудос») — стало прозивною назвою повстанців. З історії кубинського національно-визвольного руху відомо, що в середині XIX століття один з лідерів кубинських патріотів Домінго де Гойкоурія відрощував собі бороду, давши клятву не голитися доти, поки не стане вільна його батьківщина. Він загинув від рук іспанців на ешафоті.
Деякі пояснюють появу борід у повстанців їх бажанням створити щось на зразок своєрідної відмітної ознаки. Адже батистовці десятками розстрілювали беззахисних селян, приймаючи їх за повстанців, а наявність бороди відразу відділяла солдат Повстанської армії від звичайних сільських жителів. Але, швидше за все, важкі умови Сьєрра-Маестра, особистий приклад Фіделя Кастро призвели до того, що повстанці стали бороданями. А з плином часу борода стала предметом гордості всіх, хто пройшов сувору школу Сьєрра-Маестра.

## Герої Кубинської революції

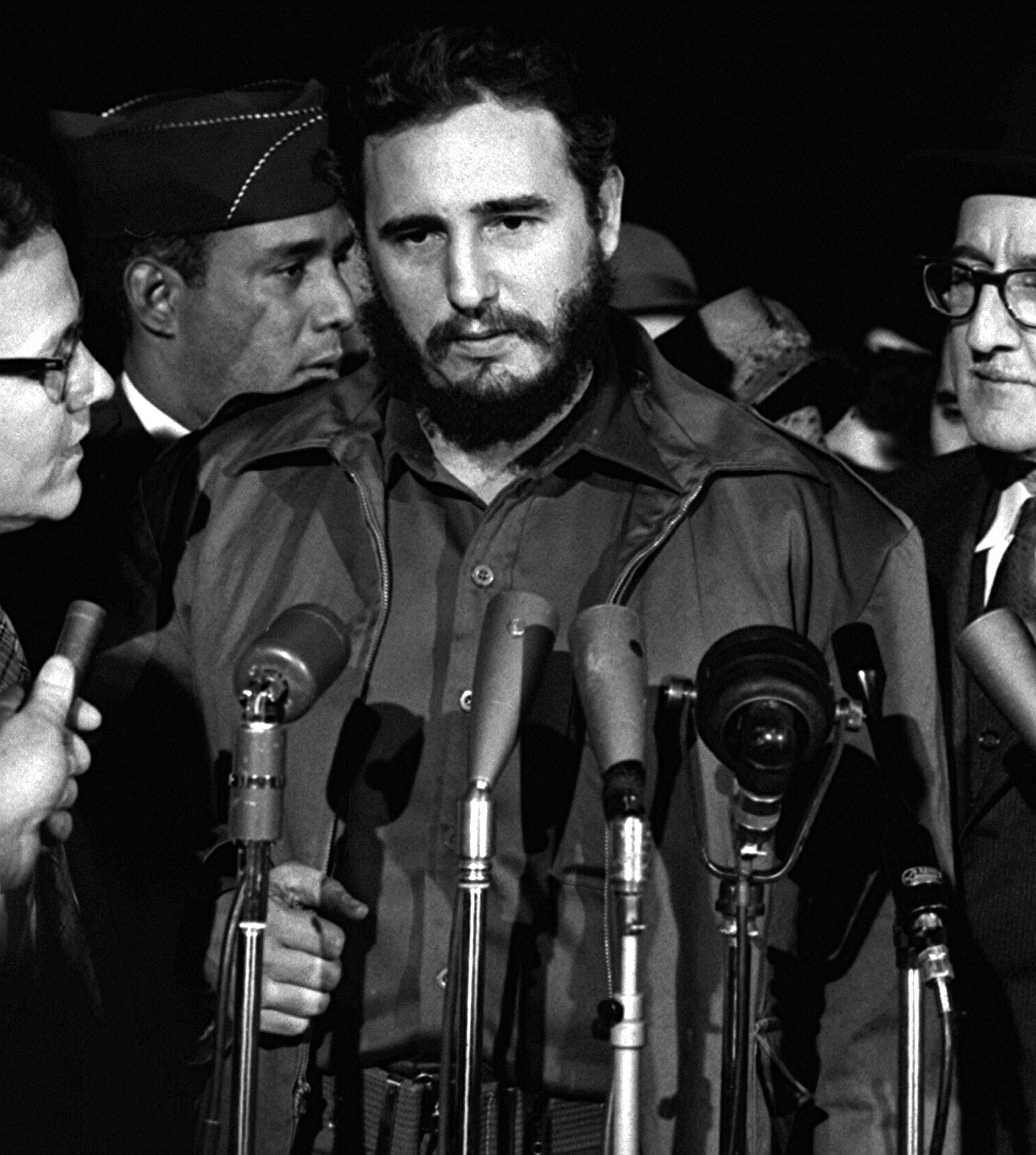
Фідель Кастро
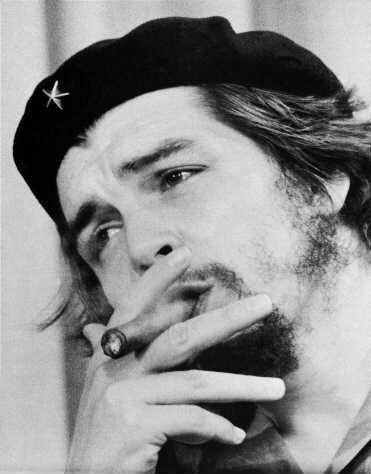
Ернесто Че Гевара
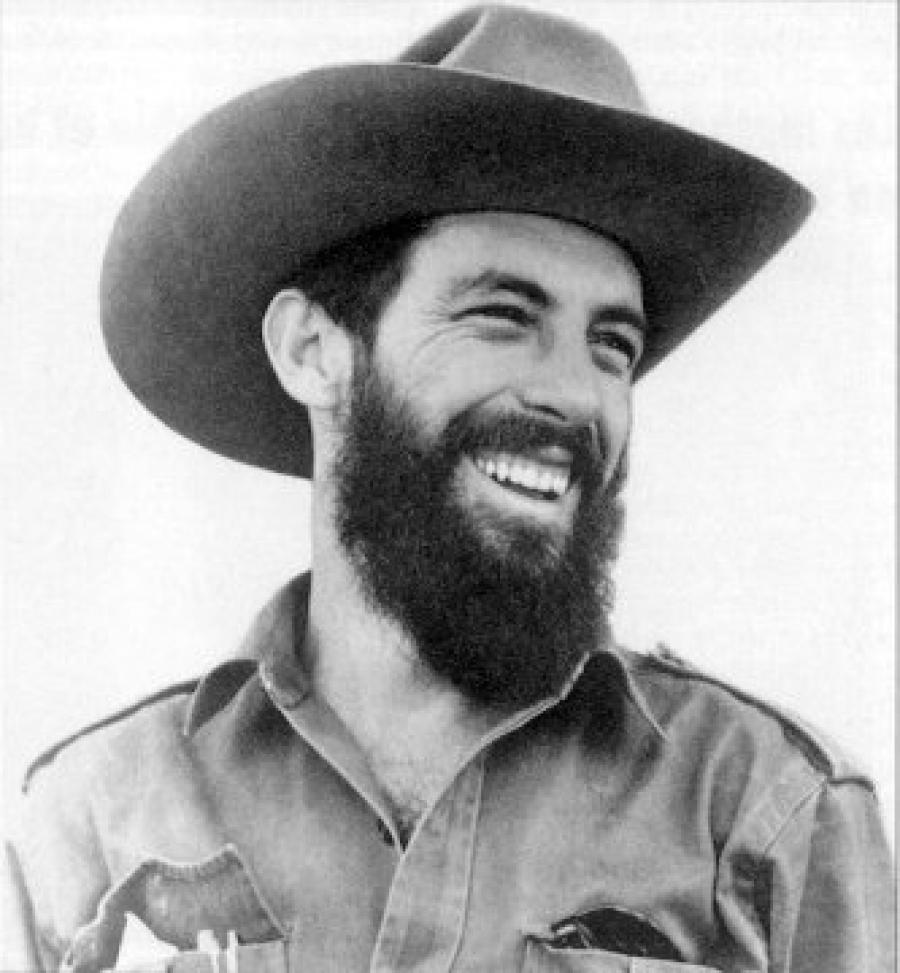
Каміло Сьєнфуегос
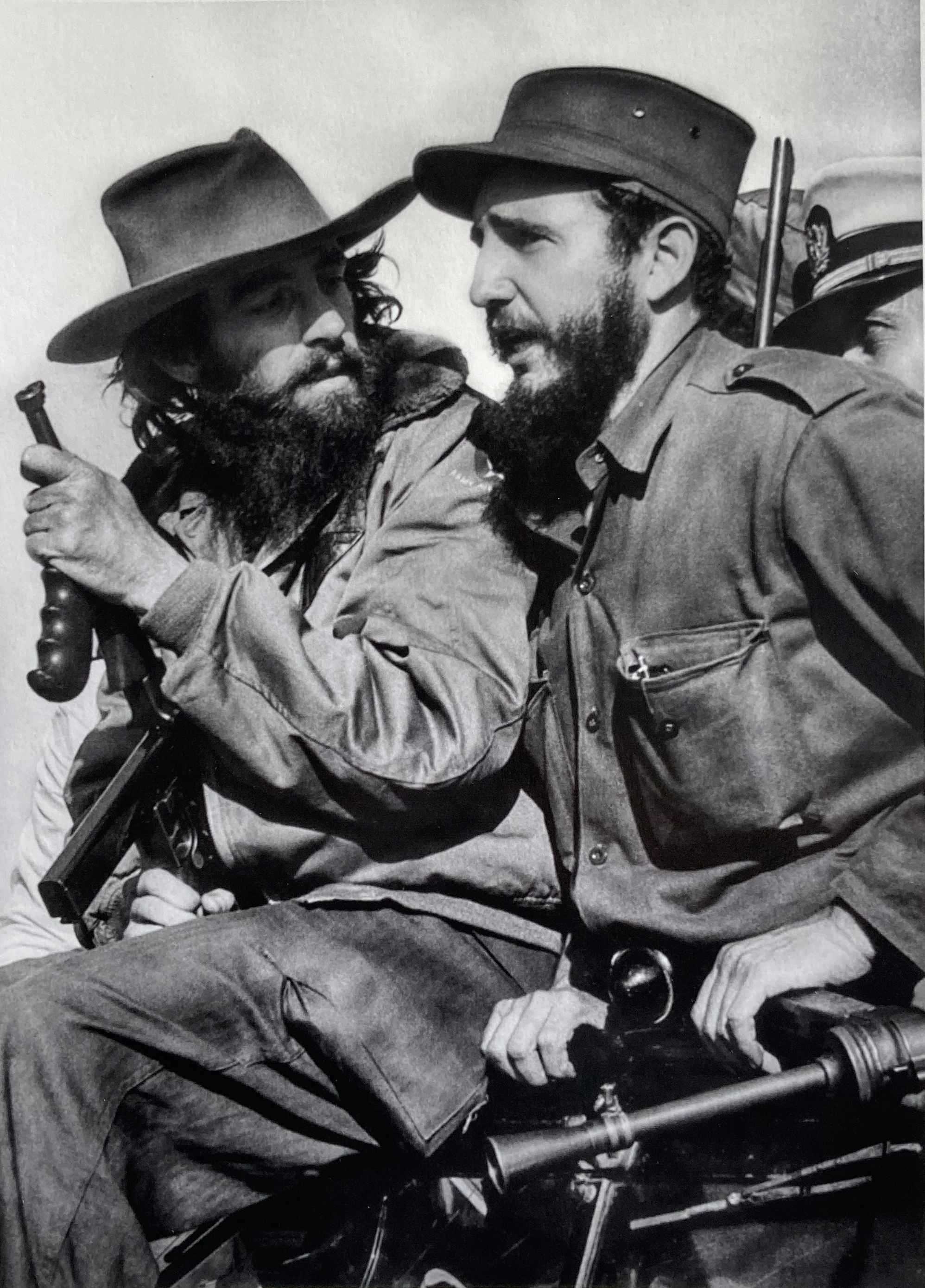
Каміло Сьєнфуегос  і Фідель Кастро
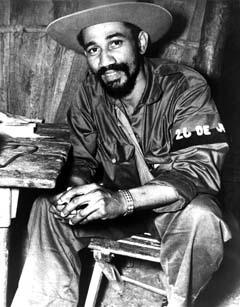
Хуан Альмейда Боске
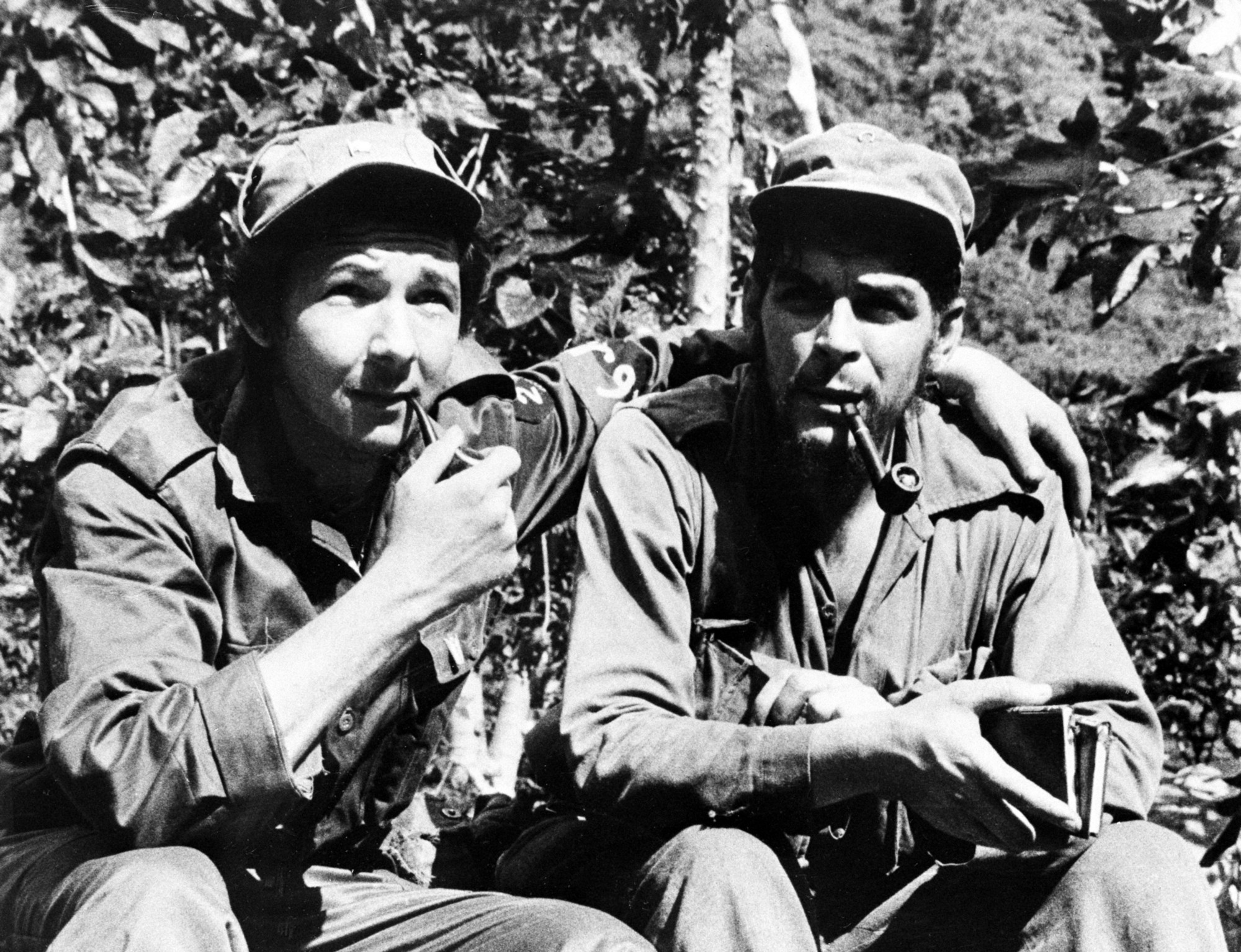
Рауль Кастро і Ернесто Че Гевара